# ルシマール・ダ・シウヴァ・フェレイラ
ルッシオ（Lúcio）ことルシマール・ダ・シウヴァ・フェレイラ（Lucimar Da Silva Ferreira、1978年5月8日 - ）は、ブラジル・ブラジリア出身の元サッカー選手。現役時代のポジションはディフェンダー。

## 来歴

### クラブ
SCインテルナシオナルで頭角を現し、2000年にドイツのバイエル・レバークーゼンへの移籍を果たした。2001-02シーズンのチームの上位進出に積極的な攻撃と守備で貢献した。レアル・マドリード相手に敗退し準優勝という結果に終わったUEFAチャンピオンズリーグ決勝でも、ベルント・シュナイダーのフリーキックから同点ゴールを決めている。レバークーゼンでは強烈なシュート力を活かし、直接ゴールを狙える長距離のフリーキックを任されることもあり、実際に得点を決めたこともある。
2002-03シーズン以降レバークーゼンは成績を落とし、ルシオには国内外のビッグクラブへの移籍話が尽きなかったが、2004年7月1日にドイツのバイエルン・ミュンヘンへ移籍した。バイエルンでは監督や戦術の変更が何度もあったが、レギュラーとしてDFラインを支え続けた。バイエルンでは副キャプテンを任され、時にはキャプテンマークを着けることもあった。2008-09シーズンの終盤には怪我人が出た影響から、右サイドバックで起用された。バイエルンではブンデスリーガで145試合に出場し、2冠を3回達成した。2009年、FIFAコンフェデレーションズカップを戦っている最中にバイエルンから突然戦力外通告を受け、7月16日にイタリアのインテルに3年契約で移籍した。
2012年7月4日、インテルとの契約を解消して最大のライバルであるユヴェントスFCに2年契約で移籍が決定した。しかし、出番に恵まれず、12月17日に契約解除し、母国のサンパウロFCに移籍。
2015年6月7日、インドのFCゴアへ移籍した。
2017年12月7日、SEガマへ移籍した。
2018年4月16日、ブラジリエンセFCへ移籍した。
2020年1月29日、現役引退を表明した。

### 代表
2000年、シドニーオリンピックに出場。日韓W杯予選時、ルイス・フェリペ・スコラーリ監督の戦術と噛み合わないとの批判も受けたが、結局は本大会までレギュラーを守った。本大会でも3バックの右としてラインを統率し、ブラジル5度目の優勝に貢献した。準々決勝、イングランド戦では、エミール・ヘスキーからのロングボールをゴール前で対処ミスし、マイケル・オーウェンに先制点を献上したが、ブラジルが逆転した後も集中力は途切れなかった。決勝のドイツ戦では、相手をフェイントで交わしてシュートまで持ち込んだ。ドゥンガ監督に代表のキャプテンに指名され、FIFAコンフェデレーションズカップ2009決勝のアメリカ戦で決勝点を挙げるなど、優勝に貢献した。なお、ルシオは敬虔なクリスチャンとして知られ、このコンフェデレーションズカップには自費で神父を帯同させた。

## 代表歴

### 出場大会
- ブラジル代表
  - 2002 FIFAワールドカップ
  - 2006 FIFAワールドカップ
  - 2010 FIFAワールドカップ

### 試合数
- 国際Aマッチ 105試合 4得点（2000年-2011年）[10]

| ブラジル代表 | 国際Aマッチ | 国際Aマッチ |
| 年           | 出場        | 得点        |
| ------------ | ----------- | ----------- |
| 2000         | 1           | 0           |
| 2001         | 12          | 0           |
| 2002         | 11          | 0           |
| 2003         | 9           | 0           |
| 2004         | 2           | 0           |
| 2005         | 13          | 2           |
| 2006         | 10          | 0           |
| 2007         | 8           | 1           |
| 2008         | 8           | 0           |
| 2009         | 14          | 1           |
| 2010         | 8           | 0           |
| 2011         | 9           | 0           |
| 通算         | 105         | 4           |

## タイトル

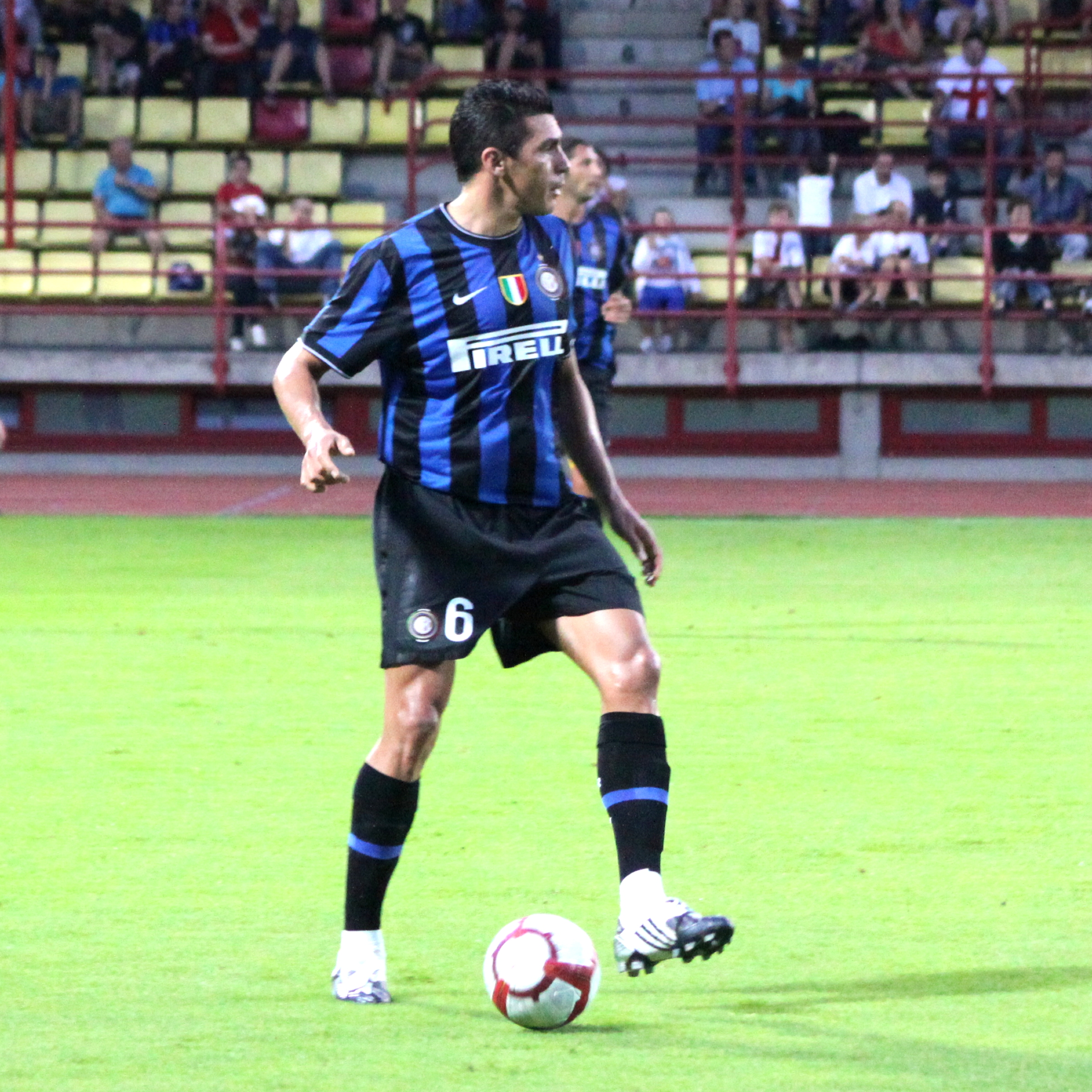
インテルでプレーするルッシオ

### クラブ
バイエルン・ミュンヘン
- ブンデスリーガ : 2004-05, 2005-06, 2007-08
- DFBポカール : 2004-05, 2005-06, 2007-08
- DFLスーパーカップ : 2004, 2007, 2008

インテル
- セリエA : 2009-10
- コッパ・イタリア : 2009-10, 2010-11
- スーペルコッパ・イタリアーナ : 2010
- UEFAチャンピオンズリーグ : 2009-10
- FIFAクラブワールドカップ : 2010

ユヴェントス
- イタリアスーパーカップ : 2012

### 代表
ブラジル代表
- FIFAワールドカップ : 2002
- FIFAコンフェデレーションズカップ 2005, 2009